# Seiichi Ogawa
Seiichi Ogawa (小川 誠一 Ogawa Seiichi?,  nacido el 21 de julio de 1970 en Chiba, Chiba) es un exfutbolista japonés. Jugaba de defensa y su último club fue el Nagoya Grampus Eight de Japón.

## Trayectoria

### Clubes
| Club                 | País  | Año         |
| -------------------- | ----- | ----------- |
| Nagoya Grampus Eight | Japón | 1989 - 2000 |

## Palmarés

### Títulos nacionales
| Título             | Club                 | País  | Año  |
| ------------------ | -------------------- | ----- | ---- |
| Copa del Emperador | Nagoya Grampus Eight | Japón | 1995 |
| Copa del Emperador | Nagoya Grampus Eight | Japón | 1999 |